# جيوفاني (لاعب كرة قدم مواليد 1987)
جيوفاني (بالبرتغالية: Giovanni Aparecido Adriano dos Santos‏) هو لاعب كرة قدم برازيلي في مركز حراسة المرمى، ولد في 5 فبراير 1987 في باورو في البرازيل. لعب مع أتلتيكو مينيرو ونادي بونتي بريتا.

## وصلات خارجية
- جيوفاني (لاعب كرة قدم مواليد 1987) على موقع قاعدة بيانات كرة القدم.إي يو (الإنجليزية)
- جيوفاني (لاعب كرة قدم مواليد 1987) على موقع Soccerway.com (الإنجليزية)
- جيوفاني (لاعب كرة قدم مواليد 1987) على موقع عالم كرة القدم.نت (الإنجليزية)
- جيوفاني (لاعب كرة قدم مواليد 1987) على موقع AS.com (الإسبانية)